# Вершинне покриття
Вершинне покриття графа  — це множина вершин така, що кожне ребро графа інцидентне хоча б одній вершині цієї множини. Задача знаходження найменшого вершинного покриття є класичною задачею оптимізації в інформатиці і типовим прикладом NP-складної задачі оптимізації, для якої відомий апроксимаційний алгоритм. Її версія у вигляді проблеми вибору, задача вершинного покриття, була однією з 21 NP-повної задачі Карпа і, отже, класичною NP-повною задачею в теорії складності обчислень.
Задачу найменшого вершинного покриття можна сформулювати як напівцілочисельну задачу лінійного програмування чия дуальна лінійна програма є задача найбільшого парування.

## Означення
Формально, вершинне покриття неорієнтованого графа {\displaystyle G=(V,E)} це підмножина V′ множини вершин V така, що для кожного ребра (u, v) графа G або u у V′, або v у V′, або обидві вершини. Кажуть, що множина V′ «покриває» ребра G. Наступні зображення показують приклади вершинних покриттів в двох графах (і множина V′ позначена червоним).
Найменше вершинне покриття це покриття з найменшого можливого розміру. Число вершинного покриття {\displaystyle \tau } це розмір найменшого такого покриття. Наступні зображення показують приклади найменших вершинних покриттів у наведених вище графах.

### Приклади
- Множина всіх вершин є вершинним покриттям.
- Вершини з будь-якого найбільшого парування утворюють вершинне покриття.
- Повний двочастковий граф {\displaystyle K_{m,n}} має найменше вершинне покриття розміру {\displaystyle \tau (K_{m,n})=\min(m,n)}.

### Властивості
- Множина вершин є вершинним покриттям тоді і тільки тоді, якщо його доповнення є незалежною множиною.
- Тому, кількість вершин у графі дорівнює кількості вершин у його найменшому вершинному покриттю плюс найбільшій незалежній множині.

## Обчислювальна задача
Задача найменшого вершинного покриття це задача оптимізації щодо знаходження найменшого вершинного покриття певного графа.
ПРИМІРНИК: Граф {\displaystyle G}
ВИХІД: Найменше число {\displaystyle k} таке, що {\displaystyle G} має вершинне покриття розміру {\displaystyle k}.
Якщо задача сформульована як проблема вибору, її називають задача вершинного покриття:
ПРИМІРНИК: Граф {\displaystyle G} і додатне ціле число {\displaystyle k}.
ПИТАННЯ: Чи має {\displaystyle G} вершинне покриття розміру не більше {\displaystyle k?}
Задача вершинного покриття — це NP-повна задача: вона була серед задач Карпа. В теорії складності обчислень часто використовується як відправна точка для доведення NP-складності.

### Формулювання у термінах ЦЛП
Припустимо, що кожна вершина має пов'язану вартість {\displaystyle c(v)\geq 0.}
Задачу найменшого зваженого вершинного покриття можна сформулювати як таку  цілочисельну програму (ЦЛП).
| мінімізувати | {\displaystyle \sum _{v\in V}c(v)x_{v}} | {\displaystyle \sum _{v\in V}c(v)x_{v}} |  | (мінімізувати підсумкову вартість)                          |
| за умов      | {\displaystyle x_{u}+x_{v}\geq 1}       | для всіх {\displaystyle \{u,v\}\in E}   |  | (покрити кожне ребро графа)                                 |
|              | {\displaystyle x_{v}\in \{0,1\}}        | для всіх {\displaystyle v\in V}.        |  | (кожна вершина або належить до вершинного покриття, або ні) |
ЦЛП належить до загальнішого класу ЦЛП задач покриття.

## Апроксимаційний алгоритм
Незважаючи на те, що ми не знаємо як знайти оптимальне/найменше вершинне покриття у графі {\displaystyle G} за поліноміальний час, ми можемо ефективно знайти вершинне покриття, яке буде близьким до оптимального. Наведемо алгоритм, який повертає вершинне покриття гарантовано не більше ніж вдвічі більше за розміром порівняно з оптимальним покриттям.
| НАБЛИЖЕНЕ-ВЕРШИННЕ-ПОКРИТТЯ {\displaystyle (G)} 1. {\displaystyle C=\emptyset } 2. {\displaystyle E'=G.E} 3. поки {\displaystyle E'\neq 0} 4. нехай {\displaystyle (u,v)} буде довільним ребром з {\displaystyle E'} 5. {\displaystyle C=C\cup \{u,v\}} 6. видалити з {\displaystyle E'} кожне ребро інцидентне до {\displaystyle u} чи {\displaystyle v} 7. повернути {\displaystyle C} |

За умов використання списків суміжності час виконання цього алгоритму {\displaystyle O(V+E).}